# 皮尼翁 (新墨西哥州)
皮尼翁（英語：Piñon）是位於美國新墨西哥州奧特羅縣的普查規定居民點。

## 人口
根據2020年美國人口普查的數據，皮尼翁的面積為13.38平方千米，當中陸地面積為13.37平方千米，而水域面積為0.01平方千米。當地共有人口24人，而人口密度為每平方千米1.79人。